# 中央アメリカ・カリブ陸上競技連盟
中央アメリカ・カリブ陸上競技連盟（ちゅうおうアメリカ・カリブりくじょうきょうぎれんめい、英:Central American and Caribbean Athletic Confederation、西:Confederación Centroamericana y del Caribe de Atletismo）は中央アメリカ・カリブ地域における国際陸上競技の地域連盟。略称はCACAC。1967年設立。

## 加盟国・地域
正規加盟の内、コロンビア、ガイアナ、パナマ、スリナム、ベネズエラは南アメリカ陸上競技連盟に所属し、それ以外は北中米カリブ陸上競技連盟所属。オブザーバーのキュラソー、フランス領ギアナ、グアドループ、マルティニーク、シント・マールテンは国際陸上競技連盟に非加盟。

### 正規加盟
- アンギラ
- アンティグア・バーブーダ
- アルバ
- バハマ
- バルバドス
- ベリーズ
- バミューダ
- イギリス領ヴァージン諸島
- ケイマン諸島

- コロンビア
- コスタリカ
- キューバ
- ドミニカ国
- ドミニカ共和国
- エルサルバドル
- グレナダ
- グアテマラ
- ガイアナ

- ハイチ
- ホンジュラス
- ジャマイカ
- メキシコ
- モントセラト
- ニカラグア
- パナマ
- プエルトリコ
- セントクリストファー・ネイビス

- セントルシア
- セントビンセント・グレナディーン
- スリナム
- トリニダード・トバゴ
- タークス・カイコス諸島
- ベネズエラ
- アメリカ領ヴァージン諸島

### オブザーバー
- キュラソー
- -  フランス領ギアナ
- -  グアドループ
- -  マルティニーク
- シント・マールテン

## 主催大会
- 中央アメリカ・カリブ陸上競技選手権大会（英語版）
- 中央アメリカ・カリブジュニア陸上競技選手権大会（英語版）
- 中央アメリカ・カリブクロスカントリー陸上競技選手権大会（英語版）
- 中央アメリカ・カリブエイジグループ陸上競技選手権大会（英語版）